# Stephen Elledge
Stephen J. Elledge est un professeur de génétique à la Harvard Medical School. Membre de l'Académie nationale des sciences, il est chercheur pour le Howard Hughes Medical Institute (HHMI) depuis 1993. Ses recherches se concentrent sur la génétique et les mécanismes moléculaires des réponses eucaryotes aux dommages causés à l'ADN.
En 2012, il reçoit le prix Rosenstiel pour ses travaux significatifs en science médicale fondamentale. En 2015, il reçoit, en même temps que Evelyn Witkin, le prix Albert-Lasker pour la recherche médicale fondamentale.

## Formation
Stephen Elledge obtient un baccalauréat universitaire ès sciences en chimie de l'université de l'Illinois à Urbana-Champaign et un Ph.D. en biologie du Massachusetts Institute of Technology.